# Кынчхого (Пэкче)
Кынчхого (кор. 근초고왕, 近肖古王, ум. 375) — 13-й правитель раннесредневекового корейского государства Пэкче (346—375). Период правления Кынчхого было одним из наиболее успешных в истории Пэкче.
В Цзинь шу Кынчхого назван Ё Ку (余句; Ё — фамилия, а Ку — имя). Если обратиться к японским источникам, то в Нихон сёки назван Сёко (肖古王), в Кодзики — Сёко (照古王), а в Синсэн сёдзироку — Сокко (速古王). Таким образом, изначально его имя было Чхого, но так как оно совпадало с именем пятого вана Пэкче Чхого, то был добавлен иероглиф кын (近) — «ближайший».

## Правление
Кынчхого родился в семье 11-го правителя Пэкче, Пирю, был его вторым сыном. Взошёл на престол после смерти 12-го правителя государства, Ке. В царствование Кынчхого окончилось попеременное правление представителей двух линий династии Пэкче, потомков 5-го и 8-го ванов. Сторонник сильного государства, Кынчхого, ослабил привилегии и самостоятельность аристократии, расширил самоуправление общин. Столицей государства при Кынчхого становится Хансан, ныне юго-восточная часть Сеула. В 366 и 368 годах Кынчхого отправлял дружественные посольства в находившееся восточнее Пэкче государство Силла.
Вёл экспансивную внешнюю политику, расширяя пределы Пэкче в результате ряда войн и походов. В 369 году ван северокорейского государства Когурё Когугвон с 20-тысячным войском напал на Пэкче и остановился в Чхияне, совершая оттуда набеги и грабя население. Кынчхого отправил войско во главе с наследником, которое кратчайшим путём достигло Чхияна и, неожиданно напав на когурёсцев, разбило их. Только пленными было захвачено 5 тысяч человек. Победа была ознаменована большим военным смотром зимой того же года.
Успешно отразив в 369 году когурёский набег, Пэкче (при поддержке активно торговавших с маханцами и пёнханцами протояпонских политий) смогло навязать свою внешнеполитическую гегемонию ряду вождеств в бассейнах рек Ёнсанган и Сомджинган и по верхнему течению реки Нактонган. Оно сумело до какой-то степени занять позицию ведущего торгово-дипломатического партнёра протояпонских племен на полуострове. При этом вождества этих районов сохранили политическую самостоятельность и культурную самобытность. Их обязательства по отношению к Пэкче свелись к уступкам в торгово-дипломатической сфере и выплате нерегулярной дани. Обретённое пэкчесцами положение главного поставщика «престижных товаров» с континента на Японские острова было сильным ударом и по внешнеполитическим позициям Кымгвана, начавшего ослабевать с того времени. Пэкче оформило свои новые отношения с господствовавшей в то время на Японских островах политией (видимо, протогосударством Яматай в районе Кинай), послав (скорее всего, в 372 году, хотя некоторые учёные сомневаются в этой дате) великолепный «Семиветвистый меч» в подарок японскому правителю. С этого времени и до конца независимого существования Пэкче политические образования Японских островов становятся стратегически важными союзниками пэкчесцев, восприемниками передовой пэкческой культуры. Так, Кынчхого посылал корейских учёных в Ямато для распространения там конфуцианства, ознакомления японцев с культурой Пэкче и китайской иероглифической системой.
Укрепив свой южный «тыл», государь Кынчхого в 371 году атаковал главного соперника, Когурё, и одержал внушительную победу. Дойдя с 30-тысяным войском до района современного Пхеньяна, он разгромил когурёсцев в битве, в которой пал также когурёский ван Когугвон. В результате Пэкче не только утвердило себя в качестве самого могущественного государства полуострова, но и захватило значительную часть территории бывшего китайского округа Дайфан (нынешняя провинция Хванхэ). Там, по-видимому, оставалось ещё китайское население — искусные ремесленники и обученные грамоте выходцы из чиновных семей. Дальнейшему приобщению Пэкче к китайской культурной сфере способствовало установление с 372 года тесных отношений с южнокитайской династией Восточная Цзинь — центром передовых по тому времени техники и общественной организации. После установления отношений с Цзинь и Японией ван Кынчхого стал известен за пределами Кореи как объединитель всех маханских, чинханских и дайфанских земель. В китайской истории «Тхун дянь» («Общий обзор») отмечается, что со времён государства Цзинь Пэкче «присоединило все земли, составлявшие древние владения Махана».
Связи с Цзинь внесли громадный вклад в развитие пэкческой культуры и практически утвердили Пэкче в статусе главного посредника в распространении «престижных товаров» из Китая в южной Корее и на Японских островах. В это же время, ориентируясь на «референтную» китайскую традицию, пэкческие власти привлекли интеллектуала китайского происхождения, Ко Хына (Гао Сина) к составлению первой истории Пэкче, «Исторических записей» (Соги; не сохранились).